# Plagiolepis flavescens
Plagiolepis flavescens är en myrart som beskrevs av Cedric A. Collingwood 1976. Plagiolepis flavescens ingår i släktet Plagiolepis och familjen myror. Inga underarter finns listade i Catalogue of Life.